# Charlot (film)
Charlot (Chaplin) è un film del 1992 diretto da Richard Attenborough.
La pellicola è incentrata sulla vita di Charlie Chaplin, interpretato da Robert Downey Jr., che per il ruolo ha ricevuto la candidatura all'Oscar come miglior attore.

## Trama
La pellicola è la biografia romanzata del comico inglese Charlie Chaplin, attore e regista che seppe per primo interpretare al meglio ed in seguito rimodulare un genere cinematografico in auge agli inizi del ventesimo secolo, un artista grande e completo, capace anche di rinnovare la sua figura scenica grazie all'uso di forti tematiche sentimentali e sociali, trasponendo per una grande ed eterogenea platea la vita e le pulsioni umane.
Nato a Londra, dopo l'infanzia tormentata, segnata dalla pazzia della madre, che costringe i due figli ad allontanarsi da lei e, più tardi, a rinchiuderla in un manicomio, il giovane e promettente attore di teatro Charlie si imbarca per gli Stati Uniti. La svolta artistica avviene proprio grazie a questo viaggio e all'esperienza nel cinema con il regista Mack Sennett, che lo dirige nei primi film. Il successo, frutto di sagaci trovate, di duro lavoro e dell'aiuto, dell'intuizione e collaborazione di Sydney, suo fratello e manager, arride ben presto al giovane Chaplin.
Relazioni e matrimoni attraversano fugacemente la metamorfosi artistica e umana dell'artista, che si sposa quattro volte e vive numerose avventure sentimentali, con ragazzine acerbe, navigate stelle del cinema e rapaci avventuriere. Chaplin conosce il successo, la fama e la gloria come interprete, regista e compositore, ma è anche bersaglio politico per le sue malcelate idee ritenute "sovversive", che lo costringono all'esilio, in Svizzera, al fianco della moglie Oona, con la quale trascorre gli ultimi anni di vita.

## Produzione
La pellicola è liberamente tratta dai due libri La mia autobiografia, autobiografia composta dallo stesso Chaplin, e Chaplin la vita e l'arte, del critico e studioso di cinema David Robinson.
Geraldine Chaplin interpreta la propria nonna in quanto figlia del vero Charlie Chaplin.

## Distribuzione
Il film è uscito nelle sale statunitensi il 25 dicembre 1992, mentre in quelle britanniche il 18 dicembre dello stesso anno.

### Edizione italiana
La versione italiana del film è stata curata da Francesco Vairano (che presta anche la voce a Robert Downey Jr. nel ruolo di Charlie Chaplin).

## Riconoscimenti
- 1993 - Premio Oscar
  - Candidatura Miglior attore protagonista a Robert Downey Jr.
  - Candidatura Miglior scenografia a Stuart Craig e Chris Butler
  - Candidatura Migliore colonna sonora a John Barry
- 1993 - Golden Globe
  - Candidatura Miglior attore in un film drammatico a Robert Downey Jr.
  - Candidatura Migliore attrice non protagonista a Geraldine Chaplin
  - Candidatura Migliore colonna sonora originale a John Barry
- 1993 - Premio BAFTA
  - Miglior attore protagonista a Robert Downey Jr.
  - Candidatura Migliori costumi a John Mollo e Ellen Mirojnick
  - Candidatura Miglior trucco a Wally Schneiderman, Jill Rockow e John Caglione Jr.
  - Candidatura Migliore scenografia a Stuart Craig
- 1992 - Chicago Film Critics Association Award
  - Miglior performance rivelazione a Marisa Tomei
  - Candidatura Miglior attore protagonista a Robert Downey Jr.
- 1993 - Artios Award
  - Candidatura Miglior casting per un film commedia a Mike Fenton
- 1993 - Festival Internazionale del Cinema di Porto
  - Candidatura Miglior film a Richard Attenborough
- 1993 - London Critics Circle Film Awards
  - Attore dell'anno a Robert Downey Jr.
- 1993 - Festival cinematografico internazionale di Mosca
  - Candidatura Gran Premio a Richard Attenborough
- 1992 - British Society of Cinematographers
  - Candidatura Miglior fotografia a Sven Nykvist